# Терминальная система
Терминальная система — организация схемы работы сетевой информационной системы, позволяющая оптимизировать финансовые затраты для построения мощной, гибкой и надежной информационной системы (ИС).
Терминальная система построена на основе сетевых технологий, и включает в себя сервер (чаще группу специализированных серверов) и связанные с ним (ними) рабочие станции (последнее более популярное название тонкий клиент).
В серверную группу могут входить Файловый сервер, Веб-сервер, Сервер баз данных, Принт-сервер, Systems Management Server, Терминальный сервер и Контроллер домена.